# أيمن أزهيل
أيمن أزهيل (10 أبريل 2001) هو لاعب كرة قدم ألماني-مغربي، يلعب في مركز خط وسط لنادي بوروسيا دورتموند ب.

## مهنة النادي
كان أحد شباب باير ليفركوزن، إنضم إلى فالفيك على سبيل الإعارة في 31 أغسطس 2020، وظهر لأول مرة على المستوى الاحترافي مع فالفيك في الدوري الهولندي ضد نادي هيراكليس ألميلو في 17 أكتوبر 2020.

## مهنة دولية
وفي أكتوبر 2021، ظهر لأول مرة في القائمة المنتخب المغربي التي أعدها هشام الدميعي لدورة في مجمع محمد السادس الرياضي بسلا من 4 إلى 12 أكتوبر.
في سبتمبر 2023، تحت قيادة المدرب عصام الشرعي، ظهر على مقاعد البدلاء في مباراة دولية ضد البرازيل في فاس (الفوز 1-0).

## الحياة الشخصية
ولد أزيل في ألمانيا وهو من أصول مغربية.

## روابط خارجية
- أيمن أزهيل على موقع الاتحاد الأوربي (الإنجليزية)
- أيمن أزهيل على موقع قاعدة بيانات كرة القدم.إي يو (الإنجليزية)
- أيمن أزهيل على موقع بيانات كرة القدم. دي إي (الألمانية)
- أيمن أزهيل على موقع Soccerbase.com (لاعب) (الإنجليزية)
- أيمن أزهيل على موقع Soccerway.com (الإنجليزية)
- أيمن أزهيل على موقع عالم كرة القدم.نت (الإنجليزية)